# Маленький гигант большого секса
«Маленький гигант большого секса» — художественный фильм, экранизация новеллы «О, Марат!» из цикла «Сандро из Чегема» Фазиля Искандера.

## Сюжет
Пожилой мужчина в инвалидном кресле, сопровождаемый загадочной спутницей, делится с ней воспоминаниями о курортном фотографе и ловеласе Марате (Геннадий Хазанов) и его любовных приключениях.
Благодаря романтическому характеру Марат попадает в различные истории. Так, он закручивает роман с любовницей Берии, но эта победа на любовном фронте дорого обходится герою: грозный нарком начинает преследовать его наяву и во сне. Из-за стресса Марат теряет мужскую силу, и только арест и расстрел Берии возвращают любвеобильного фотографа к жизни. В поисках идеальной возлюбленной Марат то попадает под суд за изготовление порнографии, то подпадает под чары артистки театра лилипутов Люси Кинжаловой, то падает к ногам дрессировщицы удава Зейнаб, то становится участником вечера в обществе нескольких прекрасных дам... Но однажды Марат бесследно исчезает из города в компании двух девушек, разговаривающих на иностранном языке. Больше фотографа-ловеласа никто не видел, а жители города строят конспирологические теории насчёт его судьбы.
И лишь своей очаровательной сиделке пожилой мужчина раскрывает тайну исчезновения главного героя...

## В ролях
- Геннадий Хазанов — Марат (Марата в старости озвучил Лев Борисов)
- Ирина Розанова — сиделка Марата
- Ирина Сабанова — красивая женщина, любовница Берии
- Роланд Надарейшвили — Лаврентий Берия
- Владимир Кашпур — начальник 1-го отдела
- Пётр Щербаков — адвокат
- Татьяна Васильева — Люся Кинжалова
- Ирэна Кокрятская — Зейнаб, укротительница удава
- Татьяна Чепикова — Капитолина Сергеевна
- Зоя Буряк — Лора
- Галина Кулагина — Стелла
- Екатерина Кузнецова — Кира
- Оксана Калиберда — Мира
- Александр Берда — «капитан»
- Николай Чиндяйкин — офицер
- Валерий Хромушкин — Эдик
- Николай Карнаухов — Автандил Автандилович

## Съёмочная группа
- Режиссёр: Николай Досталь
- Сценаристы: Александр Бородянский, Николай Досталь (по произведениям Фазиля Искандера)
- Оператор: Юрий Невский
- Композитор: Ираклий Габели
- Художник: Владимир Мурзин